# Джилиън Андерсън
Джилиън Андерсън (на английски: Gillian Anderson) е американска телевизионна, театрална и филмова актриса, носителка на награди „Еми“, „Сатурн“ и „Златен глобус“, номинирана е за две награди „Лорънс Оливие“, две награди на БАФТА и осем награди „Сателит“. Позната е главно с ролята си на агент Дейна Скъли в игралния филм и сериала „Досиетата Х“.

## Биография
Джилиън Андерсън е родена на 9 август 1968 г. в Чикаго, Илинойс, в семейството на Едуард и Розмари Андерсън. Майка ѝ е компютърен специалист, а баща ѝ е собственик на фирма за филмови пост продукции. Когато е още бебе, родителите ѝ се преместват в Пуерто Рико, където живеят две години преди да се преместят в Лондон, Англия. В английската столица баща ѝ учи кино производство в Лондонското училище за кинопроизводство.
Когато е на 11 години, семейството ѝ се завръща в САЩ и се установяват в Гранд Рапидс, Мичиган.

## Избрана филмография
| година | филм                           | оригинално заглавие            | роля                       | режисьор                                 |
| ------ | ------------------------------ | ------------------------------ | -------------------------- | ---------------------------------------- |
| 1993   | Досиетата Х                    | The X-Files                    | Дейна Скъли                | Крис Картър                              |
| 1998   | Любовни приключения            | Playing by Heart               | Мередит                    | Уилярд Карол                             |
| 1999   | Принцеса Мононоке              | Princess Mononoke              | Моро (глас на тази герой)  | Хаяо Миядзаки                            |
| 1999   | Фрейзър                        | Frasier                        | Джени (глас на тази герой) | Дейвид Ейнджъл, Питър Кейси и Дейвид Лий |
| 2006   | Последният крал на Шотландия   | The Last King Of Scotland      | Сара Мерит                 | Кевин Макдоналд                          |
| 2008   | Досиетата Х: Искам да повярвам | The X-Files: I Want to Believe | Дейна Скъли                | Крис Картър                              |
| 2011   | Джони Инглиш се завръща        | Johnny English Reborn          | Памела „Пегас“ Торнтън     | Оливър Паркър                            |
| 2012   | Танцьор със сенките            | Shadow Dancer                  | Кейт Флетчър               | Джеймс Марш                              |
| 2020   | Коронота                       | The Crown                      | Маргарет Тачър             | Питър Морган                             |